# Cattedrale della Santissima Trinità (Dresda)
La cattedrale della Santissima Trinità (in tedesco: Heilig-Dreifaltigkeitskirche), anche conosciuta con il nome di Katholische Hofkirche, fu progettata dall'architetto italiano Gaetano Chiaveri. È situata sulla Schloßplatz, nell'Altstadt al centro di Dresda, in Sassonia, ed è la cattedrale della diocesi di Dresda-Meißen.
In origine speciale chiesa parrocchiale (come chiesa principale della Corte) e a capo di un vasto vicariato apostolico (1743-1920), venne elevata a cattedrale della diocesi di Dresda-Meißen nel 1964. Dal 1980 ha il titolo di Kathedrale Sanctissimae Trinitatis (cattedrale della Santissima Trinità). Rappresenta uno dei simboli di Dresda.

## Storia

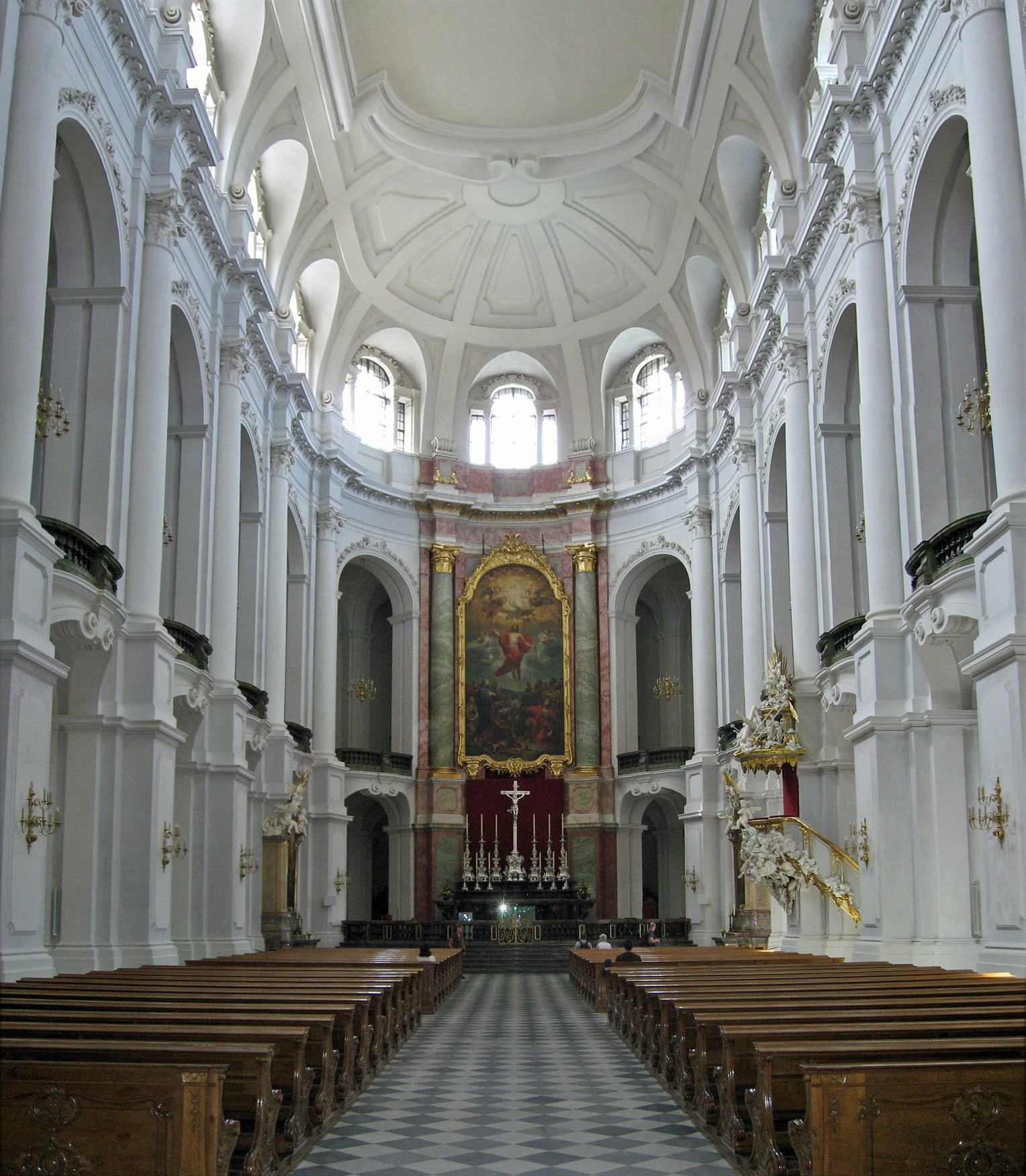
L'interno

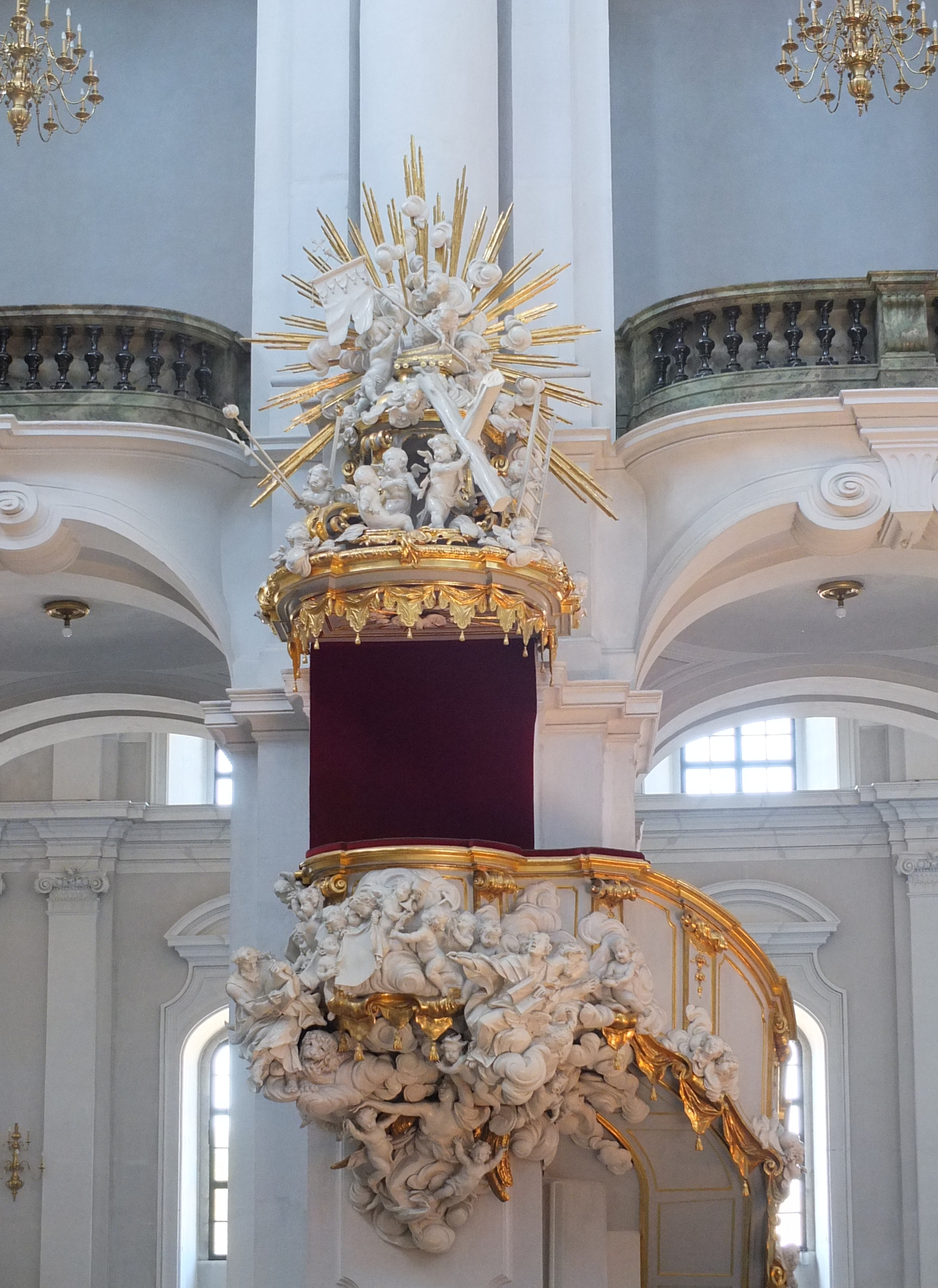
Il pulpito di Balthasar Permoser, 1722.

La chiesa venne commissionata dal principe elettore di Sassonia e re di Polonia Federico Augusto II e fu costruita dall'architetto Gaetano Chiaveri tra il 1738 e il 1751 come chiesa di corte. Le statue decorative poste all'esterno sono opera dello scultore Lorenzo Mattielli.
Fin dal 1743 i "cappellani palatini dei sovrani sassoni" (titolati "primo predicatore di Corte" o Ober-Hofprediger) erano a capo del vicariato apostolico delle terre ereditarie della Casa di Sassonia (Sächsischen Erblanden) il cui territorio superò nell'Ottocento quello del Regno di Sassonia (vicariato poi soppresso nel 1921 per l'erezione della diocesi di Meißen).
Nella cripta è sepolto il cuore del re di Polonia Augusto il Forte, fino a quello dell'ultimo re di Sassonia e altri 49 membri della casata di Wettin con i relativi consorti, come la principessa Maria Carolina di Savoia, moglie di Antonio di Sassonia.
La chiesa è stata gravemente danneggiata durante la seconda guerra mondiale ed è stata restaurata negli anni ottanta sotto la DDR.
Custodisce l'ultimo e il più grande organo di Gottfried Silbermann.

## Descrizione

### Dimensioni
- Lunghezza complessiva 92 m; larghezza complessiva 54 m.
- Navata centrale: 52,36 m (lunghezza) × 17,56 m (larghezza) × 32,20 m (altezza).
- Deambulatorio: 39,20 m (lunghezza) × 9,52 (larghezza) × 15,95 m (altezza).
- Altezza del campanile: 86 m.
- Superficie: 4800 m².

### Architettura
L'edificio in stile barocco è caratterizzato all'esterno da un'alta facciata a torre. Sulla facciata e sulle balaustre si trovano ben 78 statue, realizzate dallo scultore vicentino Lorenzo Mattielli, che ne curò anche l'impostazione, e dagli scultori di Dresda Paul e Jakob Mayer. Alla loro impostazione contribuì anche il gesuita italiano, confessore della coppia reale Augusto III di Polonia e Maria Giuseppa d'Austria, Ignazio Guarini.
All'interno la navata centrale è cinta da un deambulatorio: Dresda era una città protestante e le liturgie processionali cattoliche dovevano svolgersi all'interno.
Progettata come Hofkirche (chiesa di corte o cappella palatina) è collegata con il Residenzschloss (il palazzo) attraverso un passaggio.
Le proporzioni dell'interno riprendono la quasi coeva cappella della reggia di Versailles, di Robert de Cotte, ma senza gli influssi classicisti, e la facciata a torre si ispira a quella del duomo di San Giorgio a Modica.

### Organi a canne

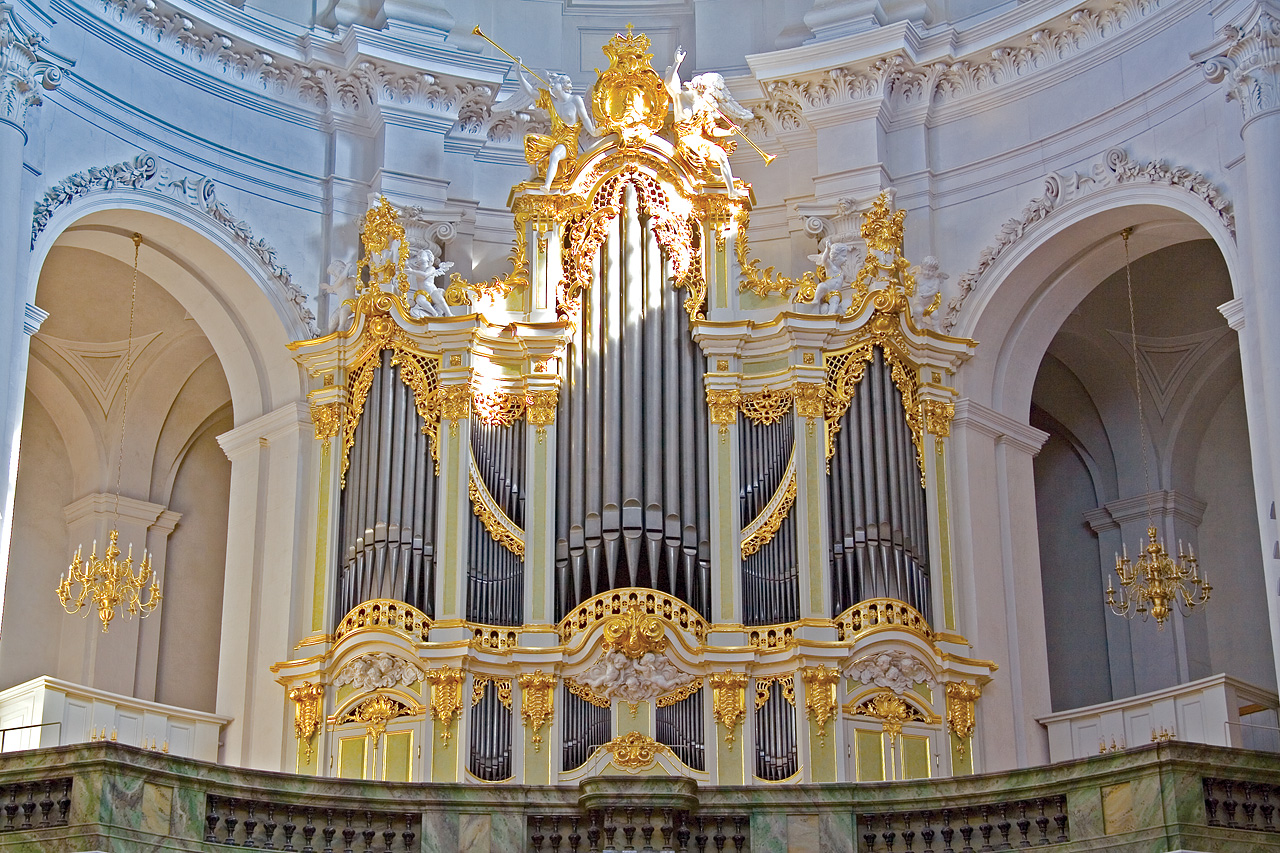
L'organo Silbermann

Sull'ampia cantoria posta sopra l'ingresso vi è il grande organo a canne, costruito a partire dal 1750 da Gottfried Silbermann e, alla sua morte, dai suoi allievi, e inaugurato nel 1755. Nel 1944 l'organo fu sistemato nel chiostro dell'abbazia di Marienstern a Panschwitz-Kuckau, sfuggendo così a distruzione certa durante il bombardamento di Dresda.  Il 27 gennaio 1978, in onore di questo strumento, è stato emesso dalla Repubblica Democratica Tedesca un francobollo che lo ritrae.
A trasmissione meccanica, lo strumento è stato più volte rimaneggiato e ricostruito ed è tuttora accolto all'interno della ricca cassa lignea originaria, opera dello scultore tedesco Johann Joseph Hackl. La consolle ha tre tastiere di 51 note ciascuna ed una pedaliera tedesca di 30.
La chiesa possiede un secondo organo a canne, costruito nel 2000. Lo strumento, a trasmissione integralmente meccanica, ha un'unica tastiera di 56 note ed una pedaliera concava di 30; dispone di 10 registri.